# Eisensteins kriterium
Eisensteins kriterium, uppkallat efter matematikern Ferdinand Eisenstein, är inom matematiken ett tillräckligt krav för att polynom ska vara irreducibelt över de rationella talen, vilket innebär att det inte kan faktoriseras som en produkt av polynom av lägre grad. Ett polynom som uppfyller Eisensteins kriterium kallas Eisensteinpolynom.
Mer specifikt, ett polynom {\displaystyle f(x)=a_{n}x^{n}+a_{n-1}x^{n-1}+...+a_{1}x+a_{0}}, där alla {\displaystyle a_{k}} är heltal, är ett Eisensteinpolynom, och därmed irreducibelt, om det finns ett primtal p så att
- p inte delar an.
- p delar {\displaystyle a_{k}} för k från 0 till n - 1.
- p2 inte delar a0.

## Exempel

### Enkelt exempel
Låt {\displaystyle f(x)=2x^{2}+3x-6} om vi tar primtalet 3, ser vi att det inte delar 2, men det delar 3 och -6. Dock delar {\displaystyle 3^{2}=9} inte -6. Alltså är {\displaystyle f(x)} ett Eisensteinpolynom och därmed irreducibelt över de rationella talen. Observera att polynomet ändå kan faktoriseras över de reella talen (eller de algebraiska talen):
{\displaystyle f(x)=2x^{2}+3x-6=2\left(x+{\frac {{\sqrt {57}}+3}{4}}\right)\left(x-{\frac {{\sqrt {57}}-3}{4}}\right)}

### Cyklotomiska polynom
Ett cyklotomiskt polynom för ett primtal p är polynomet
{\displaystyle f(x)={\frac {x^{p}-1}{x-1}}=x^{p-1}+x^{p-2}+\dots +x+1}
Byt nu variabel, y = x - 1 eller ekvivalent x = y + 1 i ekvationen ovan och utveckla, då man får ett nytt polynom i variabeln y med konstantterm p och högstagradskoefficent 1:
{\displaystyle {\frac {(y+1)^{p}-1}{y}}=y^{p-1}+{\binom {p}{p-1}}y^{p-2}+\dots +{\binom {p}{2}}y+{\binom {p}{1}}}
Konstanttermen är delbar med p men inte {\displaystyle p^{2}}, och högstagradskoefficenten är inte delbar med p. De andra koefficienterna är binomialkoefficienter och därmed delbara med p. Alltså är polynomet irreducibelt över de rationella talen enligt Eisensteins kriterium.

## Historia
Kriteriet är uppkallat efter Ferdinand Eisenstein. Det publicerades i Crelles Journal (Journal für die reine und angewandte Mathematik), 1846, av T. Schönemann
och i en annan form av Eisenstein i Crelles Journal 1850.
Einsenstein använde sig dock av koefficienter som var gaussiska heltal.